# Gianni Pezzani
Gianni Pezzani, all'anagrafe Giovanni Pezzani (Colorno, 18 giugno 1951), è un fotografo italiano.

## Biografia
Gianni Pezzani è nato il 18 giugno 1951 a Colorno, comune in Provincia di Parma. Ha frequentato l'Università degli Studi di Firenze dove nel 1979 si è laureato in Scienze Agrarie.

## Carriera
La buona conoscenza della chimica, acquisita durante gli studi universitari, gli consente di affrontare la ricerca sui viraggi fotografici a cui, sul finire degli anni settanta, inizia ad interessarsi. Questo percorso lo porta ad essere uno dei primi fotografi in Italia ad approfondire lo studio sul colore affrancandosi dal predominio del bianco e nero.
La ricerca sui viraggi gli permette, nel 1981, di essere selezionato dalle edizioni Time Life tra i sei più importanti fotografi emergenti dell'anno e di vedere la pubblicazione del suo portfolio nell'annuario Photography Year.
Dal 1981 inizia a lavorare per le edizioni Condé Nast, collaborazione che è proseguita fino al 2017. Allo studio in campo professionale sulla fotografia di moda, continua una ricerca che lo conduce nel 1982 a realizzare una serie di fotografie durante un viaggio negli Stati Uniti d'America in compagnia di Franco Fontana, che lo vedranno protagonista di una mostra alla Galleria Civica di Modena nel 1984. Stesso anno in cui partecipa ad una mostra itinerante sulla fotografia italiana presso le più importanti gallerie della Cina.
Il 1984 è un anno fondamentale soprattutto per la decisione di trasferirsi in Giappone dove collabora con Mamiya Camera ed inizia a disegnare capi d'abbigliamento, proponendo al mercato giapponese una propria etichetta che faceva dell'invenzione di ironici personaggi il proprio marchio di fabbrica.
Tra il 1984 e il 1993 si sposterà tra Tokyo, Bali e la Nuova Zelanda continuando ad utilizzare la macchina fotografica in ricerche che, pur importanti per tracciare una storia completa della fotografia degli anni ottanta, rimarranno celate alla critica.
Nel 1993 torna in Italia e vive tra Milano e Torrechiara. I rapporti con le riviste di moda e design si intensificano come anche le mostre personali o collettive che lo vedono protagonista.
A partire dal 2008 inizia una nuova un'importante ricerca, “Milano Notte”: scatti in cui la città lombarda viene ripresa nella sua solitudine notturna, momento in cui le automobili parcheggiate diventano l'unico arredo urbano. Operazione che, a cavallo tra il gennaio del 2010 e il dicembre del 2011, condurrà anche nella città di Tokyo. Un progetto che, iniziato nel 2010, è tuttora in fase di sviluppo è “Mouche à lire”: pagine di libri accuratamente selezionate su cui lascia posare una mosca, immortalando il dittero sulla pagina scritta, a testimoniare una lunga dedizione e passione alla lettura.
Una delle ultime ricerche è "Magnetica": un progetto che consiste nell'appoggiare su un magnete, che ruota a velocità costante, prismi di carta colorata o piccoli oggetti in vetro e plastica, che, grazie ai lunghi tempi di esposizione del mezzo fotografico, restituiscono l'illusione di forme tridimensionali.
L'ultimo progetto pubblicato è "Tensione superficiale": questo si concentra sulla restituzione del fenomeno chimico che viene evidenziato in immagini in cui l’acqua in caduta forma geometrie sferiche, che l’occhio umano difficilmente riesce a cogliere.

## Principali serie

### Margini, viaggio senza ritorno (1978-1985)
È il primo progetto realizzato dall'autore. Per la maggior parte è stato realizzato nelle zone limitrofe di Colorno, prevede un gruppo di immagini in cui l'autore riprende il paesaggio dall'interno dell'automobile, in modo che la vettura sia visibile. Un altro gruppo di immagini è costituito da riprese in cui l'automobile appare abbandonata sul ciglio della strada e l'inquadratura si concentra sia sull'autovettura che sul paesaggio circostante. Un ultimo gruppo di immagini prevede la ripresa di casolari abbandonati, passaggi a livello e distributori. Le fotografie sono state virate direttamente dell'autore, con proprie ricette chimiche.

### Cucina della mamma sorpresa nella notte (1980-1983)
Le riprese sono state realizzate all'interno dell'abitazione dell'autore. La maggior parte delle immagini si concentra su alcuni oggetti di uso comune come il telefono, i piatti, una spugna o una tazzina. Anche in questo caso le fotografie sono state virate direttamente dell'autore.

### Troppo cazzo (1980)
Il progetto consiste nel ricodificare il paesaggio della Bassa parmense attraverso l'inserimento di un fallo in gomma, una presenza straniante, ironica e volutamente provocatoria.

### Passeggiata a Pisa (1981)
Il progetto nasce dalla richiesta di Giacinto Gnudi, all'epoca presidente dell'Ente Provinciale del Turismo di Pisa, di realizzare una documentazione fotografica sulla città toscana. Il centro urbano è ripreso, tranne in rari casi, escludendo completamente la presenza dell'uomo.

### USA (1982)
Le fotografie sono state realizzate durante un viaggio negli Stati Uniti d'America in compagnia del fotografo Franco Fontana. Il progetto presenta forti analogie con "Margini, Viaggio senza ritorno", per l'indagine sul rapporto tra auto e paesaggio.

### Tokyo perduta (1985-1987)
Il progetto prevede riprese sfuocate della città di Tokyo. L'intenzionalità dell'autore era quella di restituire l'impermeabilità emotiva della città.

### Humus (2004-2013)
La serie si concentra sulla documentazione dell'Appennino parmense, in modo particolare sui boschi e sulle diverse tipologie di alberi presenti nella zona presa in esame.

### Erbe (2008)
In questa serie il punto di vista non è più quello umano: il fotografo cambia prospettiva, si abbassa appoggiando il mezzo al suolo, simulando lo sguardo di un topo o addirittura di un insetto.

### Milano Notte (2008-2015), Nippon Night (2011), Parma dorme (2013-2014)
I tre progetti prevedono riprese delle città durante la notte. Le fotografie sono caratterizzate dall'assenza dell'uomo e dalla presenza delle automobili che si confrontano con le diverse architetture della città.

### Mouche à lire (2009-2015)
Le fotografie immortalano dei ditteri appoggiati su pagine di libri di autori che hanno caratterizzato le letture del fotografo come, ad esempio, Kerouac, Kafka e Flaiano.

### Magnetica (2014-2015)
Il progetto consiste nel fotografare un prisma appoggiato su una piattaforma magnetica che ruota ad una velocità costante. Grazie a lunghi tempi d'esposizione, il risultato è l'illusione di un volume tridimensionale.

### Tensione superficiale (2016)
Il progetto si concentra, come suggerisce il titolo, sulla restituzione del fenomeno chimico che viene evidenziato in immagini in cui l’acqua in caduta forma geometrie sferiche, che l’occhio umano difficilmente riesce a cogliere.

### Blues Smoke (2017-2018)
Con questo lavoro Gianni Pezzani prosegue la sua ricerca sulla capacità del mezzo fotografico di restituire il non "visibile": nuvole di fumo che sembrano appoggiarsi su un fondo completamente nero, un'uniformità capace di evidenziare le linee e i volumi di contorsioni quasi trasparenti, di veli delicati che cambiano forma ad ogni istante.

### Girovaghi (2019)
Utilizzando lo stesso espediente tecnico del progetto "Magnetica", alcuni ritratti realizzati ad amici e artisti sembrano muoversi vorticosamente nello spazio, restituendo personalità multiple.

### Covidi (2020)
Durante il lungo periodo di isolamento causato dal Covid - 19, Gianni Pezzani trasforma la propria abitazione in un set fotografico mettendo, in relazione in un dialogo ironico e spesso grottesco, oggetti di uso comune.
Racconti domestici, espressione di un'intimità surreale e di improbabili equilibri.

### La collezione involontaria (2021)
Un progetto commissionato dalla Società Umanitaria di Milano il cui obiettivo era quello di testimoniare la collezione dell'ente milanese, ricontestualizzando le opere all'interno dell'architettura ospitante.

### Mondo adulto (2022)
Fotografie che, attraverso una narrazione sottilmente ironica, mostrano il corpo femminile nell'erotismo dei gesti quotidiani.

## Principali pubblicazioni
- Arturo Carlo Quintavalle, Enciclopedia pratica per fotografare, volume A-C, Milano, Fratelli Fabbri Editori, 1979.
- Arturo Carlo Quintavalle, Gianni Pezzani, Milano, il Diaframma Ediphoto, 1980.
- il diaframma, n. 248, Milano, il Diaframma Ediphoto, 1980.
- (EN) Photography Year 1981, Alexandria, Virginia (USA), Time-Life Books, 1981, ISSN 0090-4406 (WC · ACNP).
- (EN) Photography Year 1981-82, Londra, Time-Life Books, 1981, ISBN 0705403890.
- Linee della ricerca artistica in Italia 1960-1980, Roma, De Luca Editore, 1981.
- Giuseppe Bonini (a cura di), Luoghi dell’Immaginario, momenti della fotografia italiana contemporanea, 1982.
- (EN) Selection 1983, Tokyo, Ginza, Kodak Nagase Photo Salon, 1983.
- (JA) Camera Mainichi, n. 11, 1983.
- Progresso Fotografico, febbraio, Milano, Editrice Progresso, 1984, ISSN 0033-0868 (WC · ACNP).
- T-Show. Storia e nuovi stili della T-Shirt, Milano, Electa, 1984, ISBN 8843510282.
- Giuseppe Bonini (a cura di), Simulacri del paesaggio: mostra di: Augusto De Luca, Gianni Pezzani, Mimmo Jodice, Maurizio Mantovi, Modena, Panini, 1984.
- Ken Damy, Gianni Pezzani, Milano, Edizioni Progresso Fotografico, 1984.
- (EN) British Journal of Photography (annuario), 1985, ISSN 0007-1196 (WC · ACNP).
- Arturo Carlo Quintavalle (a cura di), Tendenze artistiche in Italia 1970-1985, Roma, 1985.
- Fotografi italiani. Diario immaginario di Lanfranco Colombo, Bergamo, Bolis Edizioni, 1993, ISBN 8878270482.
- Arturo Carlo Quintavalle, Messa a fuoco. Studi sulla fotografia, Milano, Feltrinelli, 1994, ISBN 880710010X.
- VITA DA BAMBINO nelle immagini di 108 fotografi italiani, con un racconto di Bianca Pitzorno, Udine, Arti Grafiche Friulane, 1995, ISBN 88-86550-13-8.
- (EN) Giannino Malossi (a cura di), The Style Engine, New York, New York (USA), The Monacelli Press, 1998, ISBN 1885254954.[10]
- Giannino Malossi (a cura di), Il Motore della Moda, New York, New York (USA), The Monacelli Press, 1998, ISBN 8879400452.[10]
- Arturo Carlo Quintavalle (a cura di), Gianni Pezzani, Quaderno n. 77, Parma, Centro Studio e Archivio della Comunicazione, Università di Parma, 2000.
- Roberto Mutti (a cura di), “Immagine Fotografica”, n. 328, Portfolio, 2002.
- Guido Vergani (a cura di), Dizionario della moda, Milano, Baldini Castoldi Dalai, 2004, ISBN 8880898663.
- “TRASH. Impressioni sull'ambiente”, 2004.
- Il Diaframma di Lanfranco Colombo. I Maestri della Fotografia, Peggy Guggenheim Collection, 2005.
- Philippe Daverio e Jean Blanchaert (a cura di), 13 x 17. Mille artisti per un'indagine eccentrica sull'arte in Italia, Milano, Rizzoli, 2007, ISBN 8817018953.
- Carlo Mambriani (a cura di), Il Bosco di Torrile: storia e futuro di una foresta perduta, Reggio Emilia, Diabasis, 2009, ISBN 978-88-8103-640-0.
- Tempo Zero 2010, calendario del Comune di Milano, Nava Design, 2010.[11][12]
- Arturo Carlo Quintavalle e Gloria Bianchino (a cura di), Nove100, Milano, Skira, 2010, ISBN 8857205614.
- Arturo Carlo Quintavalle e Gloria Bianchino (a cura di), I Mille scatti per una storia d'Italia, Milano, Skira, 2012, ISBN 8857214265.
- (EN, IT) Arturo Carlo Quintavalle, Gianni Pezzani. Ombre., Milano, Skira, 2013, ISBN 8857221768.
- Gianni Pezzani e Andrea Tinterri, Parma dorme, Milano, Skira, 2014, ISBN 8857225631.
- Arturo Carlo Quintavalle (a cura di), Fuoco nero. Materia e struttura attorno e dopo Burri, Milano, Skira, 2014, ISBN 8857222047.
- (EN, IT) Noema Gallery (a cura di), Gianni Pezzani. Magnetica, con testi di Denis Curti e Andrea Tinterri, Pesaro, Greta Edizioni, 2015, ISBN 978-88-99367-01-5.,
- (EN, IT) L'Aperitivo Illustrato, n. 69, Pesaro, Greta Edizioni, 2015, ISSN 2037-0490 (WC · ACNP).
- #AI Magazine - The Art Review, n. 75, 2017, ISSN 2037-0490 (WC · ACNP).
- Gianni Pezzani, Inclassificabile, Parma, Nuova Editrice Berti, 2023, ISBN 9788873648123.

## Principali esposizioni

### Collettive
- 1979: Pisa, "1º Incontro nazionale con i fotografi per la Regata delle Antiche Repubbliche Marinare"
- 1981: Roma, Palazzo delle Esposizioni, "Linee della ricerca artistica in Italia 1960-1980"[13]
- 1982: Modena, Galleria Civica, "Simulacri del paesaggio"
- 1982: Suzzara, Galleria d'Arte Contemporanea, "Luoghi dell'Immaginario, momenti della fotografia italiana contemporanea"[14]
- 1983: Pechino, mostra itinerante
- 1983: Malmö, Malmö Art Museum
- 1984: Parigi, Centro Georges Pompidou, "IMAGES ET IMAGINAIRE D’ARCHITECTURE"[15]
- 1984: Milano, galleria Studio Marconi, "T-Show"
- 1985: Roma, Palazzo delle Esposizioni
- 1985: Belgrado, Befu '85, 7th World Biennal of Photography[16]
- 1993: Bergamo, Galleria d'Arte Moderna e Contemporanea, "Fotografi italiani. Diario immaginario di Lanfranco Colombo"
- 1998: Firenze, Stazione Leopolda, "Il motore della moda" (allestimento di Achille Castiglioni, Gianfranco Cavaglià, Italo Lupi)
- 2003: Torino, Palazzo Barolo, "Viaggio in Giappone" (all'interno della mostra "Cosa c'è dietro al Kimono"[17])
- 2004: Genova, "TRASH. Impressioni sull'ambiente"
- 2005: Venezia, Peggy Guggenheim Collection, “Il Diaframma di Lanfranco Colombo. I Maestri della Fotografia”[18]
- 2005: Venezia, Chiesa di San Gallo, "13 x 17. Mille artisti per un'indagine eccentrica sull'arte in Italia"
- 2010: Parma, Palazzo del Governatore, "Nove100" (sezione fotografia)[19]
- 2011: Reggio Emilia, Padiglione Italia (Sezione Emilia Romagna), 54. Esposizione Internazionale d'Arte della Biennale di Venezia[20]
- 2012: Parma, Palazzo del Governatore, "Mille scatti per una storia d'Italia"[21]
- 2013: Milano, Fondazione Mudima, "Prove di fotografia"[22]
- 2014: Parma, Palazzo della Pilotta (Salone delle Scuderie), "Fuoco nero: materia e struttura attorno e dopo Burri"[23]
- 2021: Brescia, Macof, Brescia Photo Festival 2021 - "Patrimoni" [24]
- 2021: Milano Photo Festival "Forms & Shapes" [25]

### Personali
- 1979: Milano, il Diaframma/Canon
- 1980: Grenoble, Galerie Madeleine
- 1983: Tokyo, Kodak Nagase Photo Salon Ginza
- 1983: Torino, Libreria Agorà, "Edipo ed Elettra"[26]
- 1984: Bruxelles, Paul Pia Gallery
- 2000: Fondazione Magnani-Rocca, "Retrospettiva"
- 2007: Milano, Hublab Gallery, "Humus"[27]
- 2011: Brescia, WavePhotogallery, Antologica "1970 - 2011"[28]
- 2014: Parma, Portici del Grano, "Parma dorme"[29]
- 2015: Milano, showroom Boffi, "Magnetica"[30]
- 2015: Brescia, Planet Vigasio, "Brescia Dorme" [31]
- 2017: Milano, Società Umanitaria, "Milano Notte"[32]
- 2018: Milano, Après-coup, "Viraggi"[33]
- 2021: Brescia, Biblioteca Comunale di Vobarno, "Humus" [34]